# Rhamnosa
Rhamnosa is een geslacht van vlinders van de familie slakrupsvlinders (Limacodidae).

## Soorten
- R. angulata Fixsen, 1887
- R. arizanella (Matsumura, 1931)
- R. convergens Hering, 1931
- R. dentifera (Hering & Hopp, 1927)
- R. plumbifusa (Hampson, 1905)
- R. uniformis (Swinhoe, 1895)